# Batalla d'Ernée

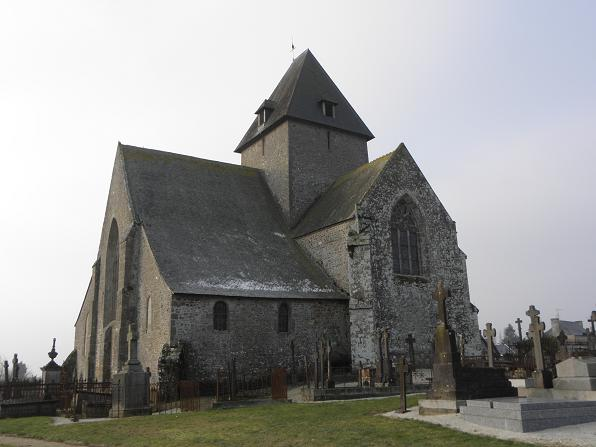
Absis i flanc nord de la capella Notre-Dame de Charné, a Ernée.

La batalla d'Ernée és una lluita que es va produir el 2 de novembre de 1793, durant el Gir de Galerna, durant la Revolta de La Vendée, entre els Vendeans de l'Exèrcit Catòlic i Reial i l'exèrcit republicà. Acaba amb la presa de la ciutat d'Ernée pels Vendeans, vinguts de Mayenne. Aquest últim va sortir de la ciutat l'endemà per marxar cap a Fougères.

## Preludi
Derrotat pels republicans a la segona Batalla de Cholet, el 17 d'octubre de 1793 va creuar el Loira els dies 18 i 19 d'octubre i va passar al nord del riu, fet que va provocar l'inici de la campanya de la Gir de Galerna. Els vendeans van prendre Laval el 22 d'octubre de 1793, van repel·lir el contraatac republicà a la batalla d'Entrammes el 26 d'octubre i després van prendre tres dies de descans. Però el consell militar està indecis. Talmont proposa marxar cap a París o intentar unir-se als austríacs que suposadament estarien a Picardia. Aquest pla va trobar l'oposició de La Rochejaquelein, que s'inclinava per un retorn a Vendée o una ofensiva a Rennes per provocar una insurrecció a la Bretanya. Aquest darrer pla també compta amb el suport actiu de Stofflet.
El 25 d'octubre, els administradors de Fougères van enviar els 400 homes del 8è batalló de Calvados a Ernée, una gran població situada a mig camí de la carretera de Laval. Uns 17.000 requisants també es van reunir a la ciutat de Mayenne per ordre del general Rossignol i es van posar sota el comandament del general Lenoir de La Cochetière. Molts, però, estaven armats només amb piques i pals, i el 30 d'octubre la visió de només sis genets de Vendée a Martigné-sur-Mayenne va ser suficient per provocar un pànic general. L'1 de novembre, l'exèrcit de Vendée va abandonar Laval i es va desplaçar cap a Mayenne. El consell militar de Vendée encara no decidit, Stofflet, al capdavant de l'avantguarda, va prendre la iniciativa de la marxa i es va emportar la resta de l'exèrcit amb ell. Aleshores, Lenoir va intentar desplegar el que quedava de les seves tropes, però una vegada més els requisats van entrar en pànic abans de veure cap combatent vendenà. Mayenne va ser evacuada sense lluitar i Lenoir va caure en desordre a Alençon. A continuació, la ciutat és presa al vespre per l'exèrcit de Vendée que s'atura allà per passar la nit. Mentrestant, a Ernée, el 8è Batalló de Calvados i altres requisants també van fugir i van tornar a caure a Fougères. Tanmateix, quan es va assabentar de la retirada de les seves tropes a Ernée, l'ajudant general Brière, comandant de la plaça de Fougères, va enviar immediatament noves tropes per reocupar la ciutat.

## Forces presents
Manat per Henri de La Rochejaquelein, l'Exèrcit Catòlic i Reial disposava aleshores de 30.000 soldats a peu i de 30 a 50 peces d'artilleria. Va ser reforçat a Laval per aproximadament 6.000 a 10.000 bretons i mayennes, designats amb el nom de «Petit Vendée» i segons les memòries de la marquesa de La Rochejaquelein disposava precisament de 36 canons quan va sortir de la ciutat. La cavalleria comptava amb uns quants centenars d'homes, comandada per Antoine-Philippe de La Trémoille, príncep de Talmont.
Pel costat republicà, el 19è regiment d'infanteria lleugera {A1} —o caçadors d'Imbert 27— va marxar al capdavant, seguit del 6è batalló de voluntaris de la Côte-d'Or, {A2}, potser uns quants batallons més dos, tres o quatre canons. Segons el testimoni signat davant el Comitè de Vigilància de Saint-Lô per Jean Lesourdain, voluntari del 6è batalló de la Côte-d'Or, però originari del districte de Carentan al departament de la Manega, en total hi van participar menys de 3.000 homes, la batalla pel bàndol republicà.

## Desenvolupament
El matí del 2 de novembre, l'avantguarda de Vendée va sortir de Mayenne i va marxar cap a Ernée. La cavalleria de Vendée va entrar primer a la ciutat, però poc després d'entrar, mentre estaven ocupats buscant allotjament, els republicans van aparèixer a l'entrada de ponent. La cavalleria es va batre immediatament en retirada i es va retirar fins a Charné, a l'est. Els caçadors van marxar a la seva persecució, travessant la ciutat, però aviat s'enfronten a l'avantguarda de la infanteria de Vendée a la carretera de Mayenne.
Els pocs canons republicans van obrir foc, als quals van respondre els canons de Vendée. Al capdavant de l'artilleria d'avantguarda, l'oficial reialista Poirier de Beauvais va fer col·locar quatre canons en bateria a una altura {A3} per emboltar els caçadors. Atacat pels flancs i superat en nombre, aquest últim va fugir ràpidament. Travessen la ciutat en sentit contrari sense aturar-se, però són avançats a Chauffaux per la cavalleria que sabre en mà captura els canons els fugitius. Els supervivents es van retirar a Fougères.
Després d'aquestes batalles, l'exèrcit de Vendée es va quedar a Ernée per passar-hi la nit. Aquesta requisa gra i farratge i tala l'arbre de la llibertat. Va sortir d'Ernée l'endemà, a les 10 del matí, per marxar a Fougères.

## Pèrdues
No es coneixen exactament les baixes de la batalla. Un segon tinent del 19è regiment d'infanteria lleugera, de nom Rallu, capturat pels vendeans durant la batalla, xifra les pèrdues de les forces republicanes en 400 homes. El comissari delegat de Mithois al departament d'Ille-et-Vilaine escriu el 4 de novembre als administradors del canal a Coutances que havien matat 400 caçadors del 19è regiment. {A 5}. Segons l'oficial enginyer Alexandre Magnus d'Obenheim, menys de la meitat dels caçadors d'Imbert van aconseguir recuperar Fougères. {A 6}. A les seves memòries el líder reialista Robert Julien Billard de Veaux escriu per la seva banda que un centenar de republicans són assassinats durant la batalla contra uns quants homes del costat dels Vendeans. {A 7}.